# Macrobrachium rosenbergii
Macrobrachium rosenbergii är en kräftdjursart som först beskrevs av De Man 1879.  Macrobrachium rosenbergii ingår i släktet Macrobrachium och familjen Palaemonidae. Arten odlas till mat och är också ett akvariedjur. Fullvuxna hanar har mycket långa klor och en klar blå färg på skalet.

## Underarter
Arten delas in i följande underarter:
- M. r. rosenbergii
- M. r. schenkeli

## Bildgalleri

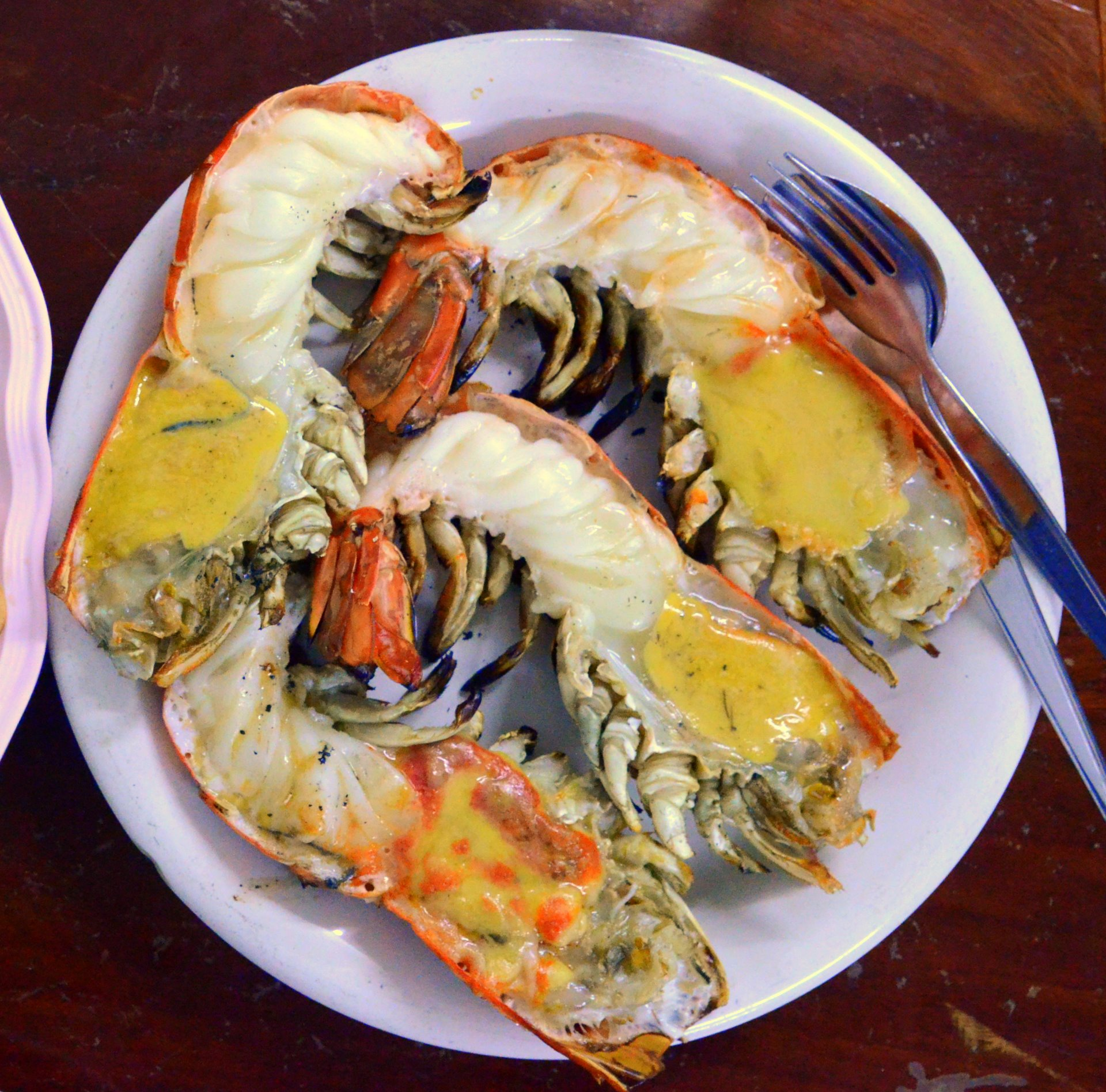
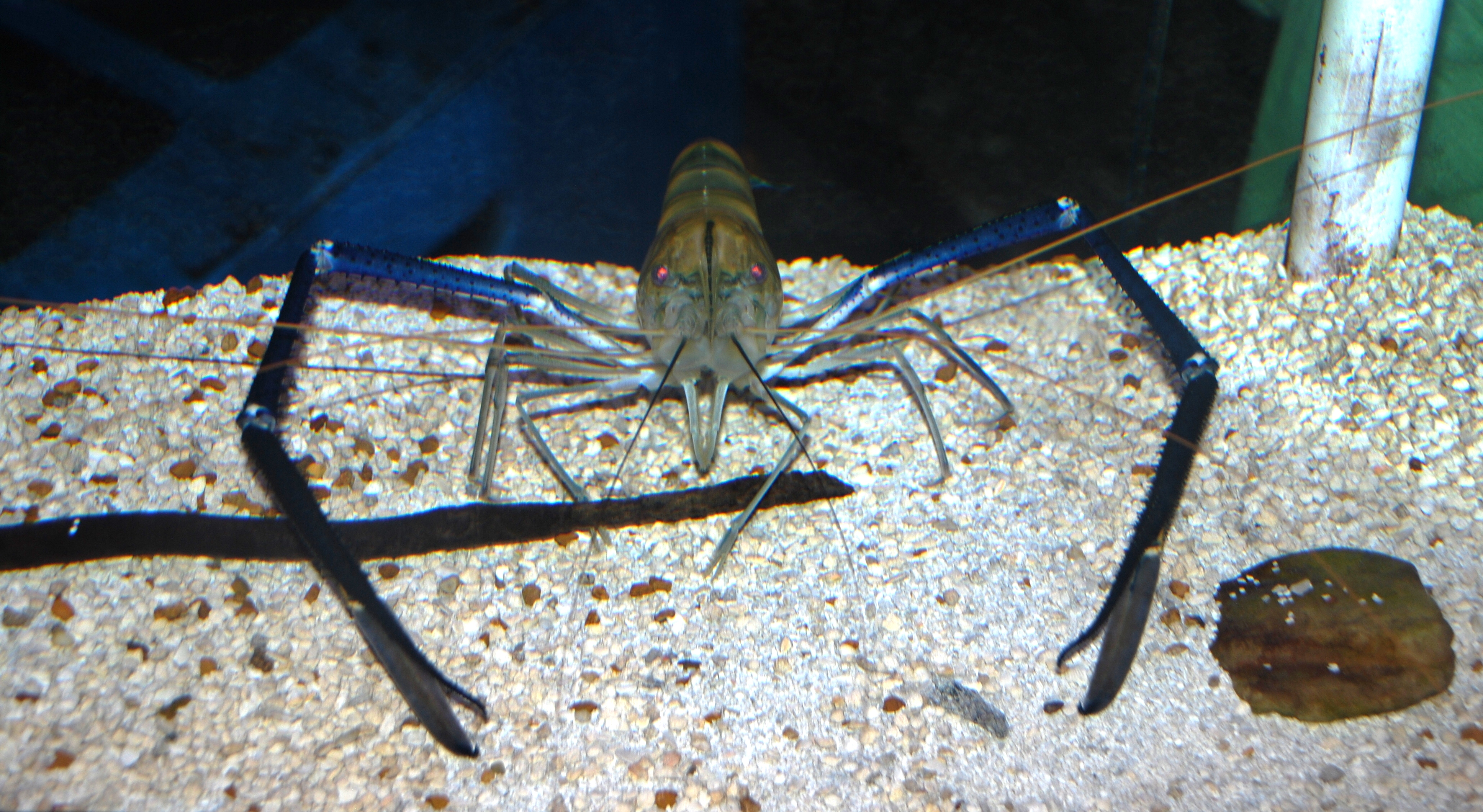
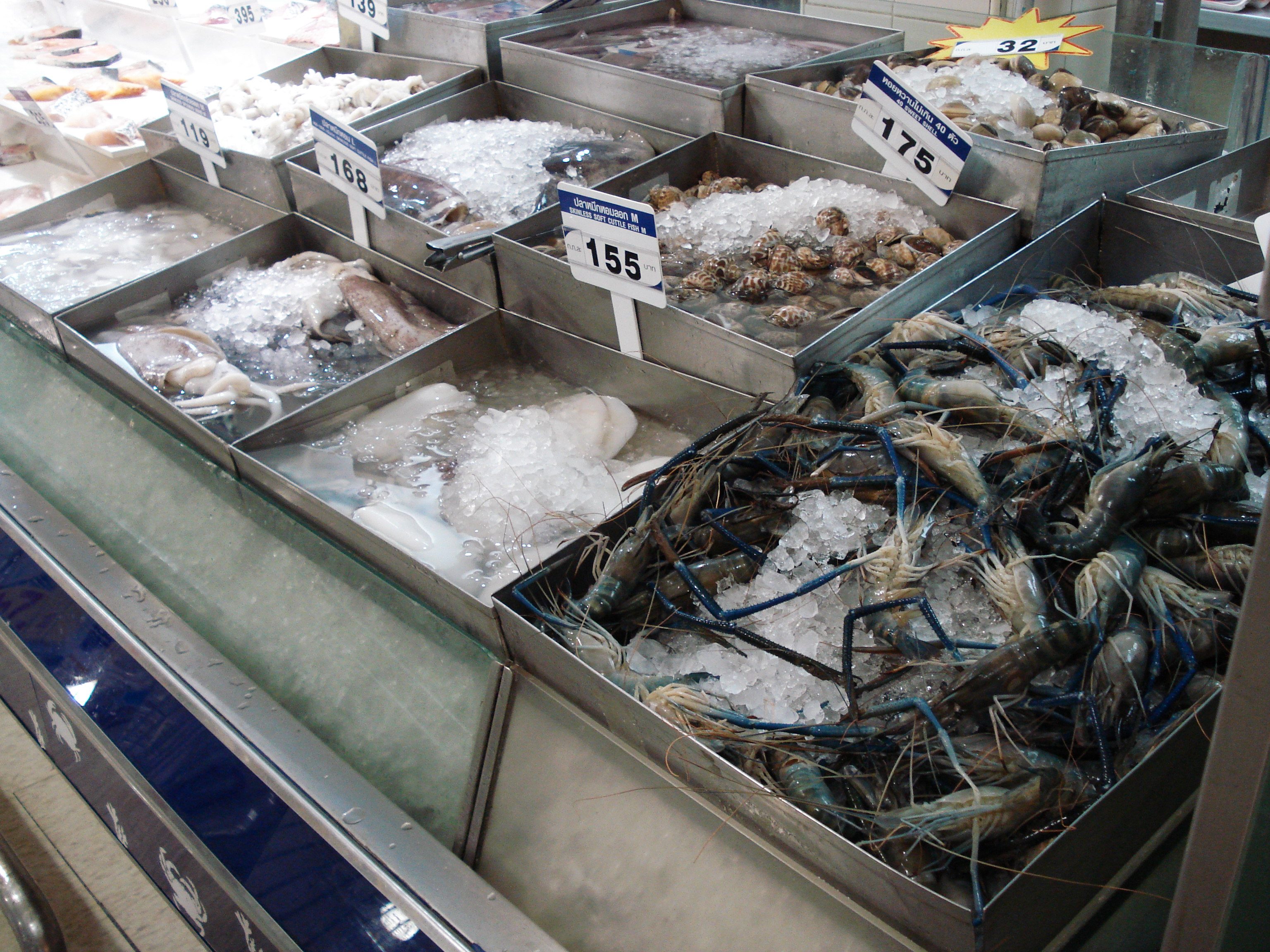